# لنا کریر
لنا کریر (انگلیسی: Lena Krier؛ زادهٔ ۲۹ مارس ۱۹۹۴) بازیکن فوتبال اهل لوکزامبورگ است.
وی همچنین در تیم ملی فوتبال Luxembourg بازی کرده‌است.